# Алексино
Але́ксино (рос. Алексино) — присілок у складі Грязовецького району Вологодської області, Росія. Входить до складу Сидоровського сільського поселення.

## Населення
Населення — 10 осіб (2010; 18 у 2002).
Національний склад (станом на 2002 рік):
- росіяни — 100 %